# Eduardo Zucchi
Eduardo C. Zucchi (Buenos Aires, Argentina; 4 de marzo de 1882 - Ibídem; 1949) fue un primer actor argentino de cine y teatro y director de teatro.

## Carrera
Actor argentino formado a principios de siglo con el famoso Mariano Galé y al que puede considerárselo como uno de los precursores del teatro en su país. Como actor debutó en el T. Argentino, con la cía. de Galé, posteriormente formó parte de otras muy importantes como la de Federico Carrasco, Angelina Pagano, Enrique Arellano, Jerónimo Podestá, Pablo Podestá, Camila Quiroga y Salvador Rosich.
Zucchi fue un actor prestigioso que durante mucho tiempo ocupó la vicepresidencia de la Sociedad Argentina de Actores, actualmente conocida como la Asociación Argentina de Actores, Fue presidente de la misma durante el período de 1935 y 1936. Integró la Comisión de Espectáculos de los Huelguistas junto a Alfredo Liri en representación de los actores, mientras que del lado de los autores se encontraban Armando Discépolo y Linning.
Su labor como director escénico se inicia a mediados de 1920 al frente de dos prestigiosas compañías: La de Pierina Dealessi y la de Florencio Parravicini. Durante 1930 es director de escena de la Compañía encabezada por Luis Arata, y allí tiene la oportunidad de montar numerosas piezas nacionales y española de los más variados géneros.
En cine encarnó  en dos oportunidades el papel de Manuel Dorrego: La primera en 1909 en elEl fusilamiento de Dorrego y la segunda en la película Federación o muerte en 1917, escrita y dirigida por Gustavo Caraballo y protagonizada por Lea Conti e Ignacio Corsini. Luego estuvo bajo la dirección de Mario Soffici en Kilómetro 111, con Pepe Arias, Ángel Magaña, Delia Garcés, José Olarra y Miguel Gómez Bao.
Tuvo su propia compañía cómica por donde pasaron famosos del momento como Humberto Zurlo. Formó una sociedad con Pablo Podestá, Atilio Supparo, Elías Alippi y Julio Scarcela.
En 1935 se desempeñó como director artístico de la Cía. Argentina de Comedias y Sainetes Gregorio Cicarelli-Francisco Charmiello- Juan Dardés, con obras como La muñeca viviente, Locos de remate y Maruxiña.
En 1936 fue director de escena de la Cía. Radioteatral de Mario Amaya (Churrinche) que actuaba también en el Teatro Fénix, y al año siguiente, de la Cía de Piezas Cómicas Iris Martorelli.
A lo largo de su basta carrera en teatro tuvo la oportunidad de descollar papeles principalmente de traidor. A mediados de la década de 1940 se retiró de las actividades escénicas y del ambiente artístico.

## Filmografía
- 1938: Kilómetro 111.
- 1917: Federación o muerte.
- 1909: El fusilamiento de Dorrego.

## Teatro
Como actor:
- La Loca de la Casa con Angelina Pagano.
- Nuevo Mundo, con Lucía Barausse, Celia Podestá, Leopoldo Simari y Julio Scarcella.
- La solterona, con Felisa Mary, César Ratti, Lucía Barausse y Arsenio Mary.

Como director:
- La propia estimación.
- La mala ley.
- Ricardo Galés.
- Príncipe criollo.
- Las amigas de Don Juan.
- La juventud de Lorenzo Pastrano.
- Gran Manicomio Nacional.